# 1056
Високе Середньовіччя  •  Золота доба ісламу  •  Реконкіста  •  Київська Русь

## Геополітична ситуація
Візантію очолив Михайло VI. Малолітній Генріх IV став королем Німеччини, а Генріх I є королем Західного Франкського королівства.
Апеннінський півострів розділений між численними державами: північ належить Священній Римській імперії, середню частину займає Папська область, на південь від Римської області лежать невеликі незалежні герцогства, південна частина півострова належить частково Візантії, а частково окупована норманами. Південь Піренейського півострова займають численні емірати, що утворилися після розпаду Кордовського халіфату. Північну частину півострова займають християнські Кастилія, Леон (Астурія, Галісія), Наварра, Арагон та Барселона. Едвард Сповідник править Англією, Гаральд III Суворий є королем Норвегії, а Свейн II Данський — Данії.
У Київській Русі триває княжіння Ізяслава Ярославича. Королем Польщі є Казимир I Відновитель. У Хорватії править Степан I. На чолі королівства Угорщина стоїть Андраш I.
Аббасидський халіфат очолює аль-Каїм, в Єгипті владу утримують Фатіміди, почалося піднесення Альморавідів, в Середній Азії правлять Караханіди, Хорасан окупували сельджуки, а Газневіди захопили частину Індії. У Китаї продовжується правління династії Сун. Значними державами Індії є Пала, Чола. В Японії триває період Хей'ан.

## Події
- Після смерті батька, імператора Священної Римської імперії Генріха III королем Німеччини став шестирічний Генріх IV. Регентами при молодому королі були мати, Агнес де Пуатьє, та папа римський Віктор II. Королівська влада ослабла.
- Повстання лютичів проти німців.
- Чехи вигнали німців.
- У Мілані розпочалася патарія — рух ремісників та міської бідноти проти симонії в церкві.
- Зі смертю імператриці Феодори Македонська династія у Візантії припинилася. Новим василевсом було проголошено Михайла VI Стратіотіка.
- Мусульмани вигнали 300 християн з Єрусалима. Паломникам з Європи заборонено входити в Храм Гробу Господнього.
- У Сиджильмасі спалахнуло повстання проти Альморавідів. Битва при Табфаріллі на території сучасної Мавританії.
- В Китаї збудована пагода Пічжі.
- В Китаї зведена Пагода Шак'ямуні храму Фогонг.
- В Тибеті заснований монастир Ретинг.
- На території сучасної Австрії засноване Ламбаське абатство.
- Засновано школу Скалгольта (тепер Рейк'явіцька гімназія) — найстарішу школу Ісландії.